# Márktelke
Márktelke (szerbül Марковац / Markovac, románul Marcovăţ) település Szerbiában, a Vajdaságban, a Dél-bánsági körzetben, Versec községben.

## Fekvése
Versec keleti szomszédjában, Temeskutas, Lacunás, Meszesfalva és Kákófalva közt fekvő település.

## Története
Márktelke (Markovecz) a 18. század közepén települt, mivel az 1723-as gróf Mercy-féle térképen még nem volt jelezve, de az 1761-es térképen már fel volt tüntetve, és ekkor már postaállomása is volt, majd 1832-ben Baich Tivadar vásárolta meg a kincstártól, a család leszármazottaié volt a későbbiekben is.
1910-ben 1438 lakosából 14 magyar, 49 német, 1366 román volt. Ebből 63 római katolikus, 106 görögkatolikus, 1269 görögkeleti ortodox volt.
A trianoni békeszerződés előtt Temes vármegye Verseczi járásához tartozott.

## Népesség

### Demográfiai változások
| 1948 | 1953 | 1961 | 1971 | 1981 | 1991 | 2002 | 2011 |
| ---- | ---- | ---- | ---- | ---- | ---- | ---- | ---- |
| 1125 | 1129 | 1042 | 817  | 717  | 570  | 329  | 255  |

## Nevezetességek

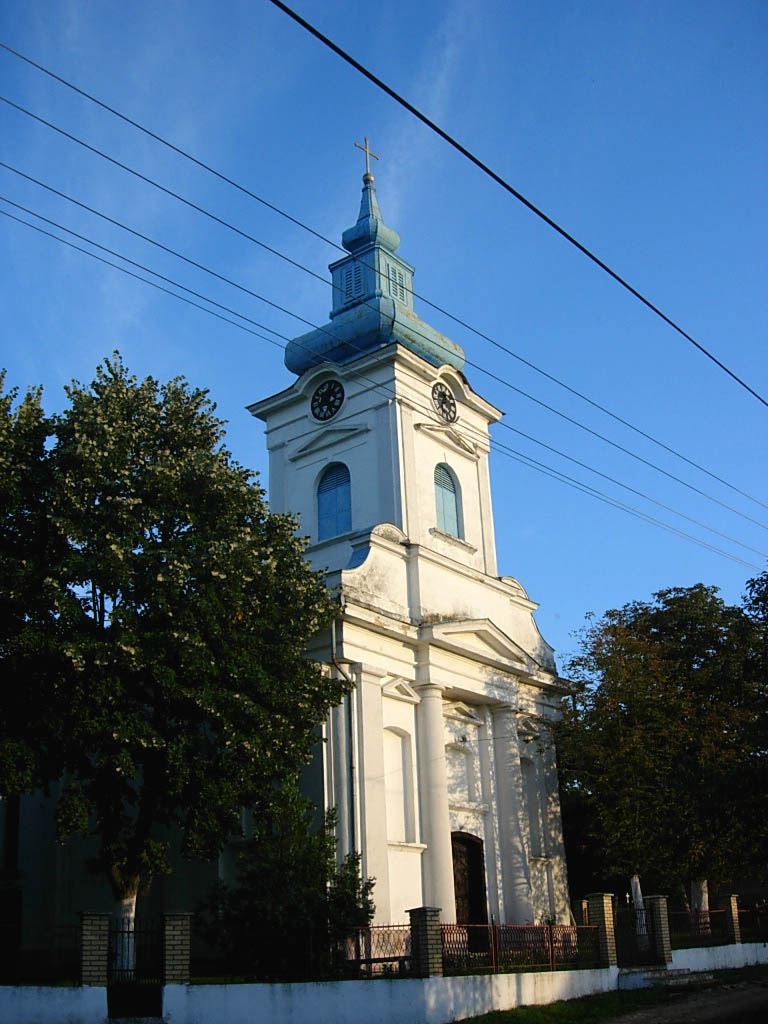
A görögkeleti (román) templom

- Görögkeleti temploma - 1872-ben épült
- Görögkatolikus temploma - 1907-ben épült

## Források

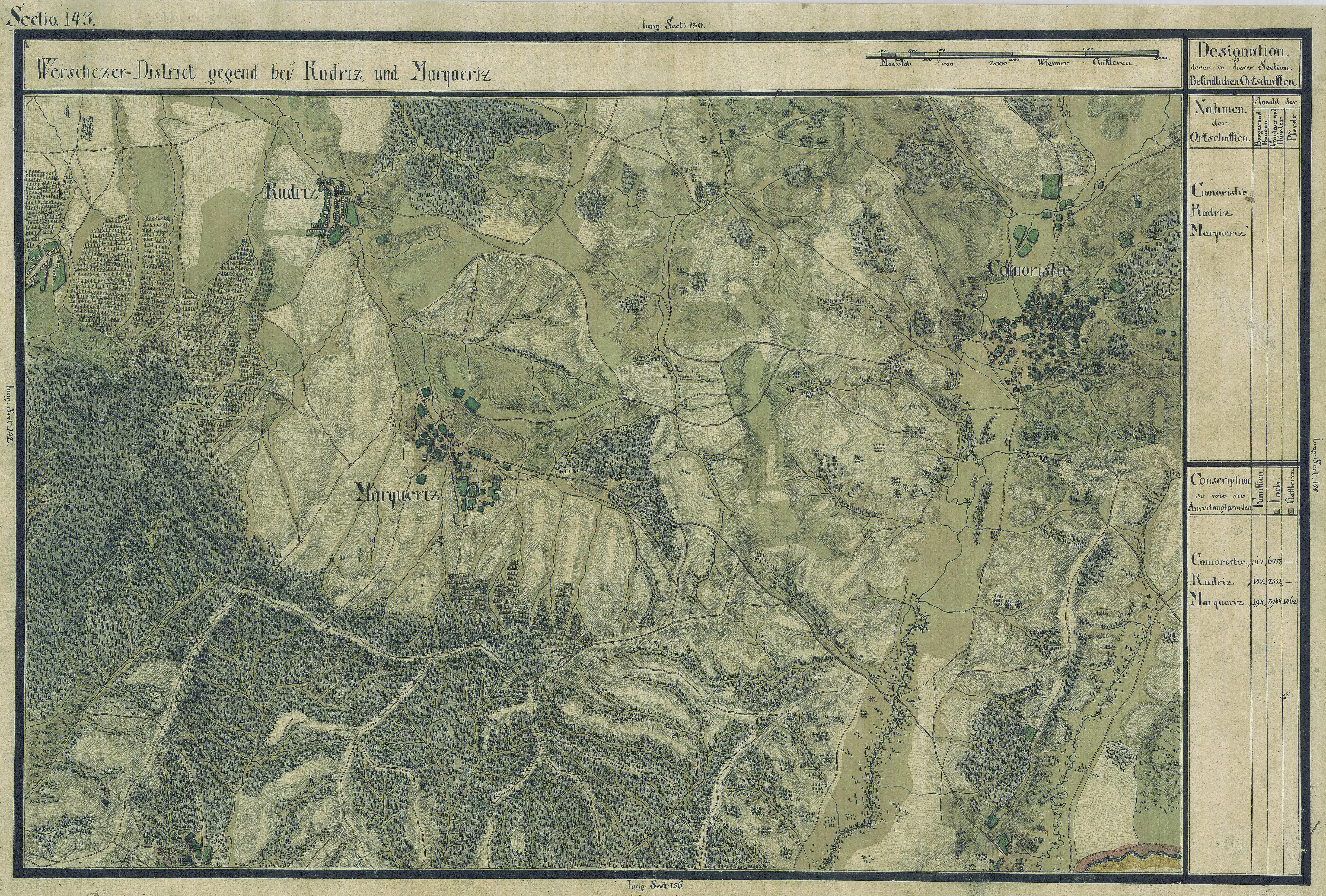
Márktelke egy régi térképen